# 新生信託銀行
新生信託銀行株式会社（しんせいしんたくぎんこう、英語: Shinsei Trust & Banking Co.,Ltd.）は、SBI新生銀行傘下の信託銀行。

## 概要
「長銀信託銀行株式会社」として日本長期信用銀行の100%子会社として1996年に設立されている。
他業種（長信銀から信託）への参入のため、一般からの預金などの受け入れなどは行っていない（いわゆる、ホールセール系信託銀行）。銀行業務としての貸出をほとんど行なっておらず、収益のほとんどが信託報酬である。
個人向けには、親会社であるSBI新生銀行利用者向けの金銭信託を提供している。

## 沿革
- 1996年11月27日 - 長銀信託銀行株式会社として設立。
- 2000年6月5日 - 新生信託銀行株式会社に改称[2]。
- 2010年12月13日 - 親会社の新生銀行（現在のSBI新生銀行）の本店移転に先立ち、本店を中央区日本橋室町へ移転。
- 2025年１月20日 - 本店を港区六本木一丁目へ移転。